# Sidón
Sidón, nebo také Saïda (fénicky , řecky Σιδώνα, arabsky صيدا‎), je třetí největší město v Libanonu a dnes je hlavním městem Jižního gubernátu. Město leží na středomořském pobřeží, asi čtyřicet kilometrů severně od Tyru a čtyřicet kilometrů jižně od libanonského hlavního města Bejrútu. Jméno města znamená rybolov. Má kolem 200 000 obyvatel, převážně muslimských sunnitů a šíitů, z křesťanů jsou zde zastoupeni řečtí ortodoxní, maronitští katolíci a řeckokatolíci-melchité.

## Historie

### Antika a nejstarší dějiny

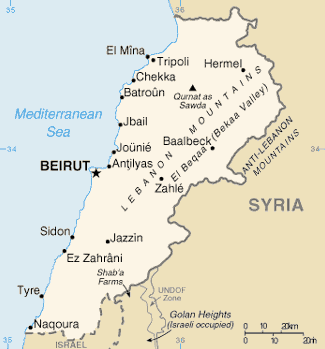
Mapa Libanonu

Sidón byl osídlen již v dobách raného neolitu (6000–4000 př. n. l.). Byl jedním z nejstarších a nejdůležitějších fénických měst. Odtud a dalších levantských přístavů Féničané vybudovali své obchodní impérium. Homér se zmiňuje o umění zdejších výrobců skla a purpuru. Ze Sidónu také pocházeli kolonisté, kteří založili a osídlili Tyros, který se záhy stal mocným a bohatým přístavem, který se Sidónem neustále soupeřil s status metropole - fénického mateřského města.
Roku 1855 byl nalezen sarkofág krále Ešmunzara II., který je dnes umístěn v Louvru. Z fénických znaků na jeho víku byl rozluštěn nápis „Král Sidoňanů“, pocházející nejspíš z 5. století př. n. l., ale i další informace, že králova matka byla kněžkou Aštarte, „bohyně sidónské“. Nápisy také hovoří o bozích Ešmun a Ba'al, pán Sidónu (kteří mohou, ale nemusí být jedna a táž osoba), kteří jsou vykreslování jako hlavní sidónská božstva. Aštarte bývá nazývána Aštarte-Šem-Baal – což znamená Aštarte jméno Pána a tento titul byl nalezen i v ugaritských textech.

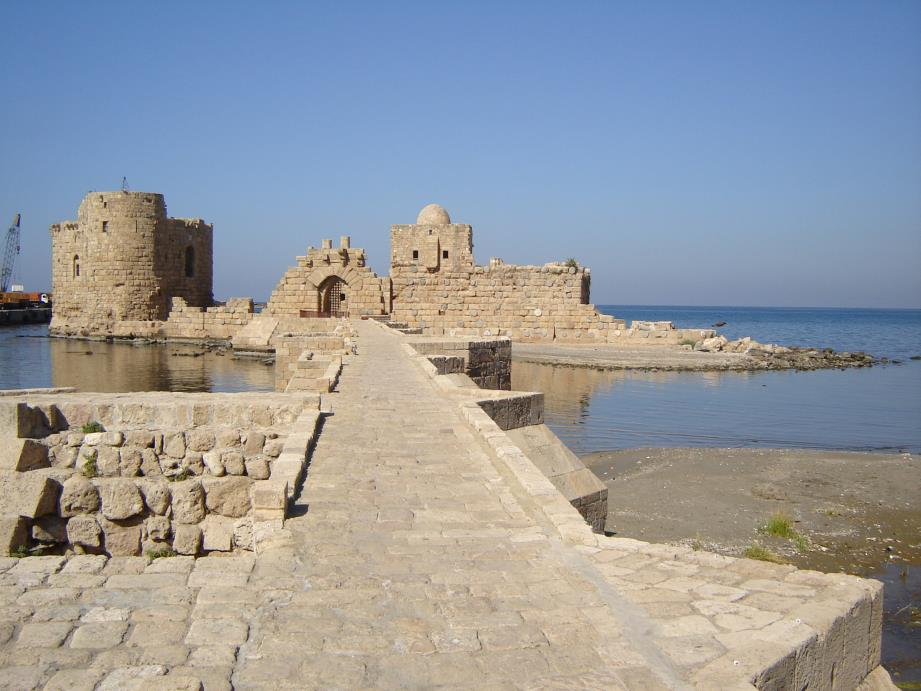
Mořský hrad vybudovaný v Sidónu křižáky

V průběhu dějin byl Sidón mnohokrát dobyt různými národy: Asyřany, Babylóňany, Egypťany, Peršany, Řeky a nakonec Římany. Podobně jako další fénická města, i Sidón dobýváním velmi utrpěl. Ke konci perské nadvlády, roku 351 př. n. l. do Sidónu vtrhl perský velkokrál Artaxerxés III. a nedlouho na to, roku 333 př. n. l. jej dobyl Alexandr Veliký a jmenoval jeho králem Abdalónima, čímž v Sidónu započala éra helénismu. Za vlády Alexandrových nástupců (tzv. diadochů) Sidón požíval relativní svobody.
Když Sidón padl do rukou Římanů, začali zde razit své stříbrné mince. Za vlády Římanů bylo ve městě vybudováno divadlo a několik dalších monumentálních památek z této doby. Za vlády římského císaře Heliogabala zde byla založena římská kolonie, nesoucí jméno Colonia Aurelia Pia Sidon

### Byzanc, Arabové a křižáci

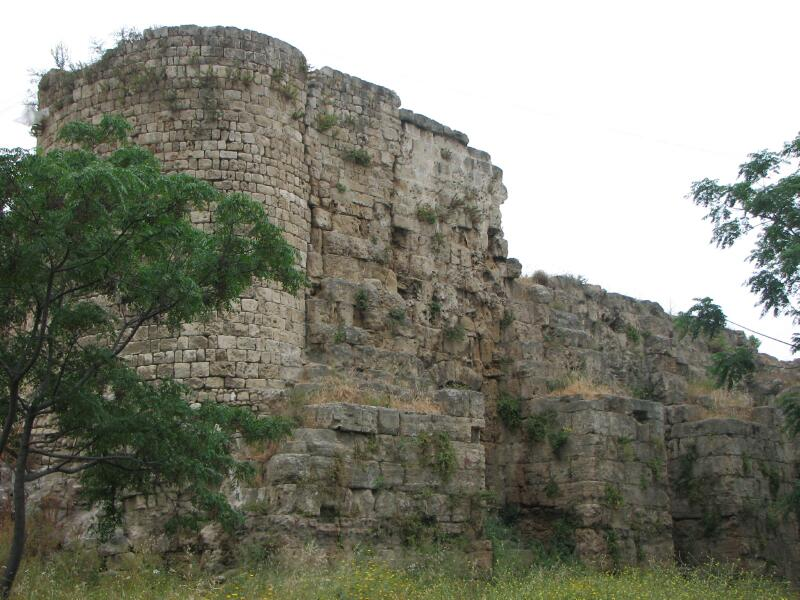
Hrad svatého Ludvíka

Během nadvlády Východořímské, potažmo Byzantské říše zažil Sidón roku 551 obrovské zemětřesení, které zničilo většinu starých fénických měst a budov a to včetně Bejrútské právnické školy, která se poté uchýlila do Sidónu. Roku 636 bylo město dobyto Araby.
4. prosince roku 1110 byl Sidón dobyt křižáckými vojsky jeruzalémského krále Balduina I. a jejich norskými spojenci pod velením krále Sigurda. Sidón se následně stal centrem Sidónského panství, důležitého vazala Jeruzalémského království. Křižáci ve městě zbudovali Mořský hrad a ve 13. století také Hrad svatého Ludvíka. Během křížových výprav byl Sidón několikrát dobyt a vydrancován. Roku 1249 byl zničen Saracény a o jedenáct let později znovu Mongoly.

### Novověk

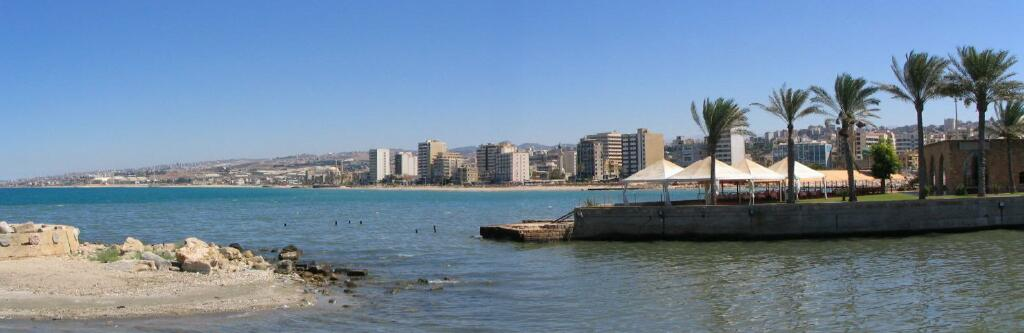
Sidón na středomořském pobřeží

Poté, co se Sidón roku 1517 stal součástí Osmanské říše, začal znovu nabývat svou dávnou slávu coby důležité obchodní centrum. Po první světové válce se město stalo součásti francouzského mandátu Libanon. Během druhé světové války byl Sidón, jakož i zbytek Libanonu dobyt britskými sbory, které bojovaly na Blízkém východě proti Vichistické Francii. V dalších letech se stal významným městem nezávislého Libanonu.
Poté, co roku 1948, po vyhlášení nezávislosti Státu Izrael následoval velký příliv palestinských Arabů do Libanonu, kteří přišli i do Sidónu, kde založili dva velké uprchlické tábory Ajn al-Hilweh a Mia Mia. Tábory vyrostly de facto v těsném sousedství města, ale mají svou vlastní samosprávu i politický status, který z nich dělá druh enklávy. V téže době město opustili zbývající Židé. V roce 1950 byl zprovozněn Transarabský ropovod, který do Sidónu přiváděl ropu ze Saúdské Arábie.
V roce 2000 byl otevřen i Sidónský mezinárodní stadion, který téhož roku hostil Mistrovství Asie ve fotbale.